# 曾因瑩
曾因瑩（英語：Phoenix Tsang Yan-ying，1994年—），香港民主派人士，註冊社會工作者，柴灣起動成員，前香港東區區議會景怡選區議員。

## 政治生涯

### 踏足政治
2019年發生反送中運動，曾因瑩決定組織臉書群組「柴灣人撐柴灣」，為了阻止親中派在多區自動當選，曾因瑩在景怡及小西灣展開地區工作，並計劃投入2019年東區區議會景怡選區的選戰。

### 2019年區議會選舉
包括曾因瑩在內，位於柴灣、小西灣及杏花邨（簡稱「柴小杏」）的民主派候選人組織選舉聯盟柴灣起動，共同參選2019年區議會選舉，互相拉抬選情，結果，柴灣起動12名候選人全數勝出，曾因瑩以4,936票打敗3,079票的工聯會梁國鴻及622票的柴灣區街坊福利會楊漢成。
2021年5月26日，曾因瑩因拒絕宣誓而宣佈辭任區議員一職，任期至5月31日。

### 歷屆選舉結果
| 政党   | 政党     | 候选人    | 票数  | %     | ±      |
| ------ | -------- | --------- | ----- | ----- | ------ |
|        | 無黨派   | 1. 楊漢成 | 622   | 7.20  |        |
|        | 工聯會   | 2. 梁國鴻 | 3,079 | 35.65 | -6.68‬  |
|        | 柴灣起動 | 3. 曾因瑩 | 4,936 | 57.15 | 不適用 |
| 多数票 | 多数票   | 多数票    | 1,857 | 21.50 | 不適用 |

## 議會問政

### 政府突取消監警會會議

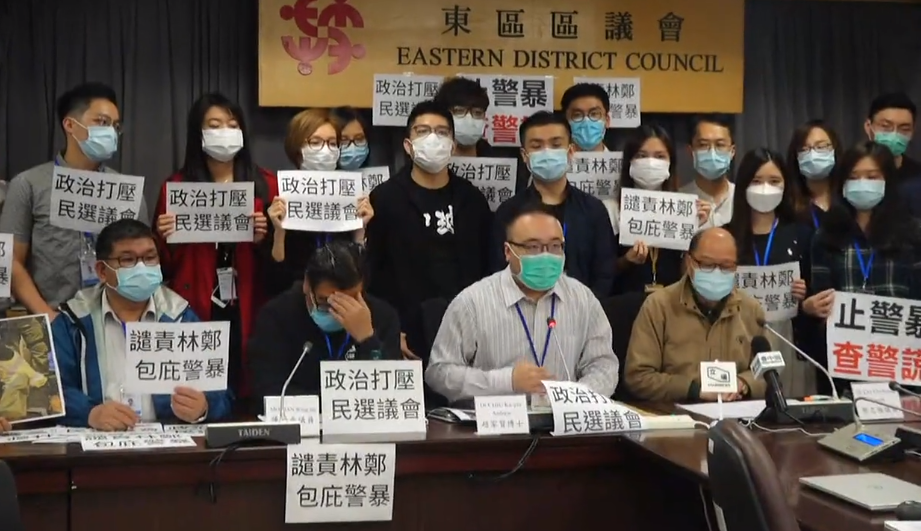
2020年3月10日，東區民主派議員譴責警務處不尊重民選議會 拒派員出席檢警會會議

2020年3月10日，東區區議會原定舉行「檢視警方執法及行動特別委員會」第三次會議，討論多項與反送中運動相關議案，包括要求警方交代8月5日晚上北角衝突中的警力問題、在11月在柴灣發射多次催淚彈的原因、於太古城和西灣河的執法行動等事件。不過民政處在會議當日早上突然向委員會成員發出電郵，稱會議的職權範圍「可能涉及全港性執法事宜」和「收到高層命令」而宣布取消會議。警務處也拒絕派員出席。區議會26名民主派議員批評警權凌駕區議會職能，政府高層打壓區議會。

## 外部連結
- 2019年香港區議會選舉 － 候選人簡介（页面存档备份，存于）

| 議會席位      | 議會席位                                                                | 議會席位 |
| ------------- | ----------------------------------------------------------------------- | -------- |
| 前任： 梁國鴻 | 東區區議會 景怡選區區議員 2020年1月1日－2021年5月31日                   | 空缺     |
| 首任          | 東區區議會 社區參與及宣傳工作專責小組副主席 2020年1月7日－2021年5月31日 | 空缺     |